# Staten Island (Aleuten)
Staten Island ist eine unbewohnte Insel der Andreanof Islands, die zu den Aleuten 
gehören. Das etwa 1,5 km lange und 60 m hohe Eiland liegt in der Bay of Islands von Adak Island.
Die Insel erhielt ihren Namen 1934 im Rahmen der U.S. Navy Aleutian Island Survey Expedition aufgrund ihrer Ähnlichkeit zu Staten Island im Bundesstaat New York.